# Vesuvio (incrociatore 1886)
Il Vesuvio è stato un incrociatore corazzato di seconda classe della Regia marina Italiana, appartenente alla classe Etna. 

## Caratteristiche
Il progetto iniziale delle classe Etna venne creato dall'ispettore ingegnere nonché generale Carlo Vigna sulla base della Bausan, di progettazione inglese. Tale progetto prevedeva la produzione di quattro ariete torpediniere, la prima delle quali chiamata Etna, le altre Vesuvio, Stromboli ed Ettore Fieramosca. Inizialmente classificata come ariete torpediniere, al momento del varo venne riclassificata incrociatore protetto di 2ª classe. 
La lunghezza della nave era 86,4 m tra le perpendicolari, larga 13 m e un pescaggio medio di 5,8 m e un equipaggio di 12 ufficiali e 296 tra sottufficiali, graduati e comuni. La propulsione era costituita da due motrici alternative, ciascuna delle quali collegata ad un'elica, il cui vapore fornito da quattro caldaie cilindriche a doppia estremità, alimentate a carbone, che sviluppavano una potenza di 6.820 cavalli indicati (5.090 kW) e consentivano alla nave di raggiungere una velocità massima di 17 nodi (31 km/h) con un'autonomia di 3500 miglia a una velocità di 10 nodi.
L'armamento principale delle navi consisteva in due cannoni Armstrong da 254 mm/20 a retrocarica montati su barbette a prua e a poppa, sei cannoni da 152 mm/32, a retrocarica che venivano trasportati lungo i lati della nave, cinque cannoni Hotchkiss da 57 millimetri e cinque cannoni Hotchkiss da 37 mm./20 e quattro tubi lanciasiluri da 356 mm, uno montato a prua sott'acqua e gli altri tre sopra l'acqua. La protezione era costituita con un ponte corazzato sotto la linea di galleggiamento con uno spessore massimo di 38 mm e una corazza di 13 mm proteggeva la torre di comando.
L'armamento venne più volte modificato a tutti e quattro i vascelli di questa classe. Le più significative modifiche furono quelle del 1900 e del 1907 che incrementarono i calibri, la gittata ed aumentata la cadenza di tiro.

## Storia
La nave fu impostata il 10 luglio 1883 nei cantieri Orlando di Livorno, varata il 21 marzo 1886 e, terminati i lavori di allestimento, entrò in servizio il 16 marzo 1888, prendendo parte nello stesso anno alla rivista navale tenuta in occasione della visita in Italia dell'Imperatore tedesco Guglielmo II. 
Dopo l’entrata in servizio svolse prevalentemente attività di grandi manovre e d'addestramento. Dopo aver partecipato alle manovre navali del 1893 il Vesuvio fu posto in riserva nel 1896, ma fu riattivato per prendere parte alle manovre navali di fine anno, nel corso delle quali venne assegnato a una forza incaricata di difendersi da una flotta francese simulata. Nel mese di febbraio 1897 il Vesuvio venne inviato a Creta in occasione della rivolta greca contro il dominio dell'Impero ottomano, insieme all'incrociatore torpediniere Euridice, alla navi da battaglia pre-dreadnought Re Umberto e Sicilia nave insegna del viceammiraglio Canevaro. Le unità italiane sono intervenute nell'ambito di una forza multinazionale composta, oltre che da unità della Regia Marina, da navi della Marina austro-ungarica, della Marina Militare Francese, della Marina Imperiale Tedesca, della Flotta Imperiale russa, e della Royal Navy. 
Nel 1900 Vesuvio ed Ettore Fieramosca furono inviati in estremo Oriente per appoggiare con i loro reparti da sbarco le operazioni internazionali in Cina, per la repressione della rivolta dei Boxer come parte dell'Alleanza delle otto nazioni, evento che portò successivamente il Regno d'Italia ad ottenere una concessione commerciale nell'area della città di Tientsin.
Nel corso del 1901 il Vesuvio fece scalo a Shanghai, Wusong e Hong Kong. Dopo un secondo dispiegamento in Estremo Oriente dal 1906 al 1909, il Vesuvio fu posto in riserva; venne radiato l'11 maggio 1911 e venduto per demolizione nel 1915.

## Nome
Questa è stata la seconda unità unità a portare il nome del vulcano Vesuvio. La precedente unità navale con tale nome era stata una corvetta di II rango a ruote costruita a Castellammare di Stabia e varata nel 1824, che dopo aver fatto parte della Marina Borbonica nel 1861 venne incorporata nella Regia Marina, ma essendo praticamente inutilizzabile venne subito radiata.
Successivamente la terza unità fu un incrociatore antiaereo ordinato nel 1938 dalla Thailandia, costruito dai Cantieri Riuniti dell'Adriatico a Trieste e varato nel 1941 con il nome Naresuan. Requisito dall'Italia nel 1942 e rinominato Vesuvio, il suo progetto costruttivo venne notevolmente modificato per poterlo impiegare anche come trasporto veloce di truppe, ma la sua costruzione non venne mai ultimata. Catturato dai tedeschi all'armistizio, venne affondato da reparti italiani affinché i tedeschi non l'ultimassero. Il suo scafo venne poi recuperato dopo la guerra e demolito.
La quarta unità fu una nave logistica costruita come nave mercantile e non completata,acquistata poi dalla Marina Militare nel 1948 per essere impiegata dopo ampi lavori di trasformazione a partire dalla seconda metà degli anni cinquanta come nave logistica.
Attualmente il nome Vesuvio è stato assegnato ad una nave da rifornimento in servizio nella Marina Militare Italiana dal 1979.